# 海の始まり
もしかして
- 海のはじまり

ではありませんか？